# Jasenovac
Pour les articles homonymes, voir Jasenovac (homonymie).
Jasenovac est un village et une municipalité située dans le comitat de Sisak-Moslavina, en Croatie. Au recensement de 2001, la municipalité comptait 2 391 habitants, dont 91,13 % de Croates et 5,90 % de Serbes ; le village seul comptait 780 habitants.

## Étymologie
Jasenovac signifie frêne en croate, la municipalité est en effet entourée d'une forêt de frênes.

## Géographie
Jasenovac est situé à la confluence de la rivière Una et de la Save.

## Histoire
La municipalité est historiquement connue pour le camp de concentration de Jasenovac établi dans la ville par l'État indépendant de Croatie pendant la Seconde Guerre mondiale.

## Localités
La municipalité de Jasenovac compte 10 localités :
| - Drenov Bok - Jasenovac - Košutarica - Krapje - Mlaka | - Puska - Tanac - Trebež - Uštica - Višnjica Uštička |